# Viola tenuissima
Viola tenuissima  (лат.) — вид двудольных растений рода Фиалка (Viola) семейства Фиалковые (Violaceae). Впервые описан в 1949 году.

## Распространение и среда обитания
Эндемик Китая, известный с севера Гуйчжоу и запада Сычуани.
Растёт в горных лесах и в затенённых влажных участках в трещинах скал.

## Ботаническое описание
Небольшое многолетнее травянистое растение высотой 5—7 см.
Корневище короткое, покрыто чешуйками.
Стебель голый, тонкий.
Листья прикорневые и стеблевые. Прикорневой лист, как правило, одиночный; стеблевые листья почти голые, сердцевидной формы, заострённые.
Цветки жёлтого цвета, одиночные.
Плод — почти шаровидная коробочка диаметром около 4 мм.
Цветёт в июне и июле, плодоносит в августе и сентябре.